# 印度丝瓜藓
印度丝瓜藓（学名：Pohlia gedeana）为真藓科丝瓜藓属下的一个种。

## 扩展阅读
- 維基物種上的相關：印度丝瓜藓